# Livistona fulva
Livistona fulva är en enhjärtbladig växtart som beskrevs av Rodd. Livistona fulva ingår i släktet Livistona och familjen Arecaceae. Inga underarter finns listade i Catalogue of Life.